# Тальмассінг
Тальмассінг (нім. Thalmassing) — громада в Німеччині, розташована в землі Баварія. Підпорядковується адміністративному округу Верхній Пфальц. Входить до складу району Регенсбург.
Площа — 37,11 км2. Населення становить 3525 ос. (станом на 31 грудня 2020).